# Hans-Jürgen Pohlenz
Hans-Jürgen Pohlenz (* 25. Januar 1927 in Frankfurt (Oder); † 16. Dezember 2020) war ein deutscher Tierarzt und Politiker (SPD).

## Leben und Beruf
Nach dem Besuch der Oberschule wurde Pohlenz zur Wehrmacht eingezogen und nahm von Januar bis April 1945 als Soldat am Zweiten Weltkrieg teil. Anschließend nahm er ein Studium der Veterinärmedizin auf, das er mit der Promotion zum Dr. med. vet. beendete. Er war seit 1951 als praktischer Tierarzt tätig und arbeitete im Anschluss als Schlachthoftierarzt. Seit 1958 war er Kreisveterinärrat und Amtstierarzt.
Hans-Jürgen Pohlenz starb am 16. Dezember 2020.

## Partei
Pohlenz war seit 1956 Mitglied der SPD.

## Abgeordneter
Als Nachrücker für Gerhard Koch war Pohlenz vom 13. November 1961 bis zum Ende der Wahlperiode 1962 Mitglied des Nordrhein-Westfälischen Landtages. Dem Deutschen Bundestag gehörte er vom 30. September 1963, als er für den verstorbenen Abgeordneten Walter Menzel nachrückte, bis zu seiner Mandatsniederlegung am 10. Juni 1965 an. Er war über die Landesliste Nordrhein-Westfalen ins Parlament eingezogen.

## Einzelnachweis
1. ↑  Verzeichnis der Mitglieder des Deutschen Bundestages und Personenverzeichnis (PDF), abgerufen am 16. April 2023

| Personendaten    | Personendaten                          |
| ---------------- | -------------------------------------- |
| NAME             | Pohlenz, Hans-Jürgen                   |
| KURZBESCHREIBUNG | deutscher Tierarzt und Politiker (SPD) |
| GEBURTSDATUM     | 25. Januar 1927                        |
| GEBURTSORT       | Frankfurt (Oder)                       |
| STERBEDATUM      | 16. Dezember 2020                      |